# Shona Zammit
Shona Zammit (* 15. Juni 1996 in Malta) ist eine maltesische Fußballspielerin. Seit 2014 ist sie für die maltesische Fußballnationalmannschaft aktiv.

## Karriere

### Verein
Zwischen 2014 und 2019 spielte Zammit im Verein Hibernians Paola. Danach wechselte sie 2014 bei der ASD Pink Sport Time.

### Nationalmannschaft
Von 2013 bis 2014 spielte Zammit für die Malta U19. Seit 2014 spielt sie in der Maltesische Fußballnationalmannschaft der Frauen als Mittelfeldspieler. Bekannt wurde sie durch die FIFA-Qualifikation-Frauen 2019. Bisher absolvierte sie 10 Länderspiele.